# Latina Scalo
Latina Scalo è una frazione del comune italiano di Latina, nel Lazio.

## Storia

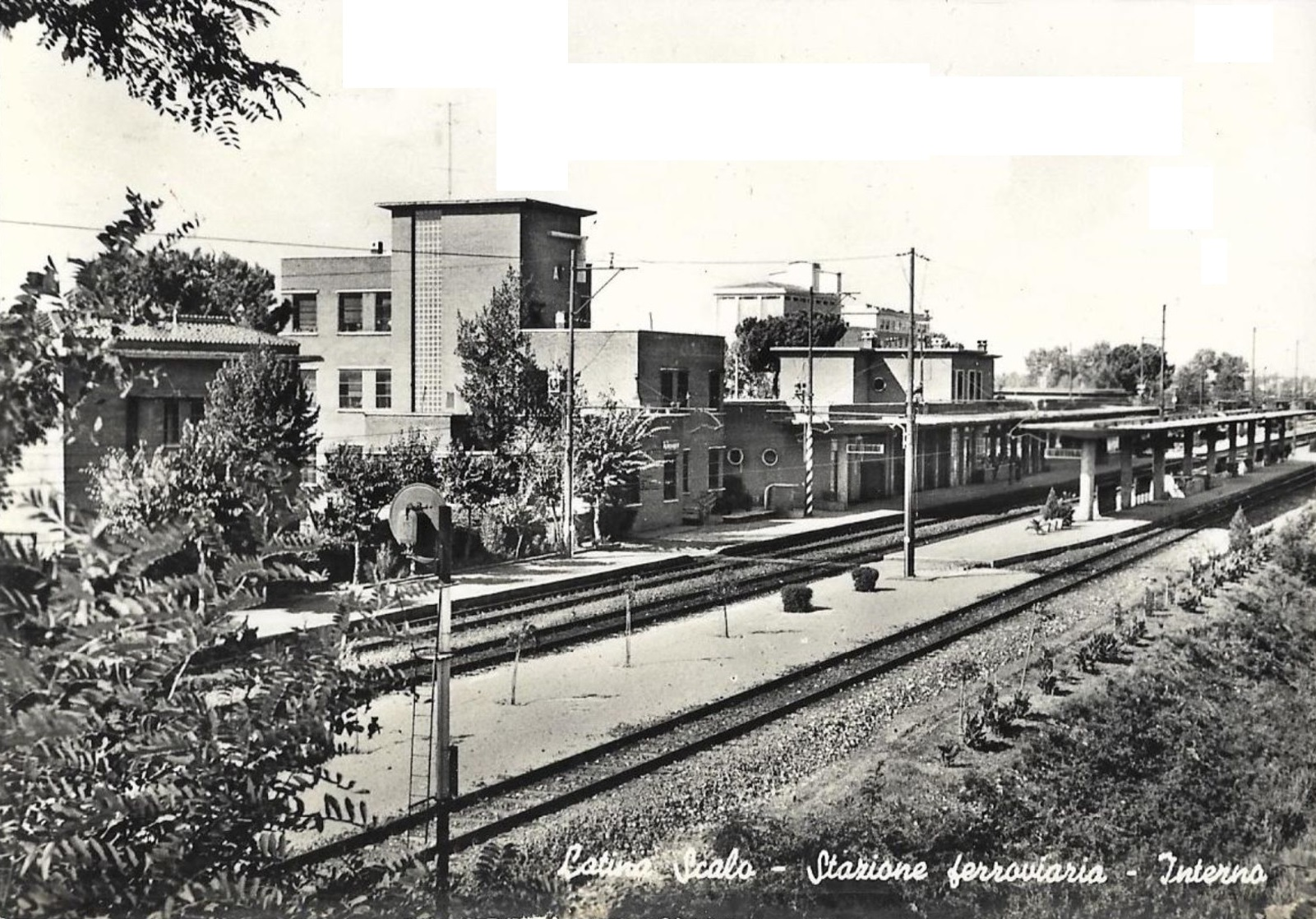
La stazione di Latina negli anni 1950

Nacque prima della città di Littoria come asse ferroviario per le due direttrici nord-sud e per le tratte locali verso i paesi limitrofi, principalmente Norma, Sermoneta e Sezze. Il 19 gennaio 1929 il Ministero delle comunicazioni ufficializzò la realizzazione della stazione di Littoria (l'attuale stazione ferroviaria di Latina Scalo). Il Consorzio di Piscinara, offrì un contributo di 200.000 lire, l'area (denominata Casal Venditto) e la terra (circa 60 000 m³), proveniente dagli scavi dei canali di bonifica, trasportati dai Decauville del Consorzio.
Il 26 settembre 1929 fu approvato il progetto, dell'ingegnere Giovan Battista Pancini, mentre in precedenza, il 9 settembre 1927, il Consorzio di Piscinara aveva ottenuto con decreto la concessione per la costruzione della strada che dalla stazione di Sermoneta Scalo (linea Velletri-Terracina) conduceva verso la nuova stazione sulla direttissima Roma-Napoli. Un cavalcavia (distrutto durante i bombardamenti del 1944 e ripristinato un anno dopo), permetteva il passaggio sulla direttissima.
Il primo nucleo abitativo era indicato come Villaggio Cupido (infatti, all'incirca fino agli anni ottanta, Latina Scalo era popolarmente conosciuta come Il Villaggio), e venne a insediarsi tra il 1933 e il 1934 a circa un chilometro dalla stazione ferroviaria e, contrariamente ad altri borghi periferici, a lavori di bonifica ormai ultimati. 
Nel 1936, alla presenza delle massime autorità politiche nazionali dell'epoca, venne inaugurato lo Zuccherificio la prima industria dell'Agro Pontino, che ha contraddistinto per oltre un sessantennio l'economia del luogo. Dagli anni duemila, la struttura è stata riconvertita in una Piattaforma Logistica di Scambio Merci. In seguito la struttura è stata abbandonata. Il 4 dicembre 2024 la struttura è stata venduta all'asta per 1,9 milioni di euro. Dopo 3 mesi il compratore non ha confermato l'acquisto, perdendo la cauzione pari al 10%, ovvero 190.000 euro.
Gli eventi bellici della II guerra mondiale non arrecarono, fortunatamente grossi danni alle strutture abitative e alla stazione ferroviaria, mentre l'attiguo aeroporto, sede dei mitici aerosiluranti Savoia-Marchetti S.M.79 "Sparviero", fu letteralmente devastato dai bombardamenti degli alleati. Anche l'occupazione delle forze tedesche non procurò particolari disagi alla popolazione. Il "Palazzo Rosso" fu l'unica struttura a essere requisita per essere destinata a nucleo comando locale della fanteria germanica.
Il dopoguerra ha rappresentato, prima lentamente poi in maniera repentina, il periodo di maggior sviluppo economico per la borgata.
Il MAP (Mulino Agro Pontino), la MILPAC la OSCHATZ sono stati i nuovi insediamenti industriali che hanno portato lavoro tra gli anni '50 e '60. Nessuna di queste industrie, attivissime fino agli anni '70, ha resistito con l'avvento delle nuove tecnologie e dei nuovi mercati. Solo il MAP è stato riconvertito negli anni '90 come struttura di smaltimento dei sieri di lavorazione casearia.
Negli anni '70/'80 si sono instaurate l'industria chimica Uniroyal (oggi Lanxess) e altri opifici nella zona di Tor Tre Ponti di tipo farmaceutico, chimico e metalmeccanico.

## Geografia fisica

### Territorio
Gli edifici storici di fondazione (oltre la "celebratissima" Stazione ferroviaria in tipico stile razionalista) sono: la ristrutturata Sala Convegni con la Torretta dell'orologio e l'annesso Circolo, l'Ufficio Postale, la fonte della Belladonna, l'ex Zuccherificio, per alcuni anni utilizzato come Piattaforma di Scambio Intermodale, il Palazzo Rosso, il centrale Magazzino Antimalarico (ex sede della Polizia Locale), la Palazzina ora sede del presidio sanitario e la Torretta di riserva idrica. Il primo edificio in muratura, comunque, fu la scuola costruita per i figli dei contadini dell'Università Agraria Umberto I di Sermoneta. Attualmente la struttura ospita la biblioteca comunale.
Il borgo di Latina Scalo è fornito di asili nido, scuola materna ed elementare e scuola media (11° Istituto Comprensivo " Aldo Manuzio").
A partire dagli anni '90, si è avuto uno sviluppo urbanistico veloce e caotico, con logiche costruttive "a parallelepipedo" che hanno determinato repentine variazioni demografiche e fatto tramontare definitivamente le speranze di armonie architettoniche compatibili.
La festa patronale del borgo è quella di San Giuseppe Artigiano, celebrata il 1º maggio nell'ambito dell'omonima chiesa parrocchiale sita al centro dell'abitato.
Per oltre un decennio, in tutti i fine settimana del mese di luglio, si è tenuta "L'Estate del Villaggio" una manifestazione d'intrattenimento musicale con annessi stand gastronomici, organizzata dalla Pro Loco Latina "il Villaggio". A causa di problemi connessi con la ristrutturazione dell'area del giardino comunale, dal 2015 la manifestazione non si è più svolta.
Alla periferia del borgo c'è l'aeroporto militare "Enrico Comani", attualmente gestito dall'Aeronautica Militare Italiana sede della Scuola Volo Basico-Avanzato Elico, dell'Aero Club Latina e della piattaforma fissa del Soccorso 118 (elicotteri). Fino agli anni '90 ha funzionato una stazione Radio Trasmittente dell'Aeronautica Militare, sita in via Gloria, in relazione ai contatti radio con gli aerei-scuola.

### Odonomastica
Le vie della frazione sono dedicate prevalentemente a fiori e piante di ogni genere, ma anche a filosofi, soprattutto greci e latini.
Non si trovano con frequenza, nelle denominazioni stradali, nomi locali o riferimenti precedenti alla bonifica. Gli unici presenti sono vicolo della Belladonna (che ricorda una fonte, apprezzata da molti per la sua leggerezza, ma inquinatasi nel corso degli ultimi anni), via Gloria (che ricorda un antico casale di proprietà dei Caetani) e via Cupido (che ricorda un vicino corso d'acqua).

## Sport e cultura

### Centri sportivi e culturali
- Calcio - Stadio "Tiziano Righetti".
- Calcio a 5 - Impianto Parrocchiale.
- Arti Marziali (Taekwondo) - Palestra Scolastica "Aldo Manuzio".
- Pugilato (Boxe giovanile dilettantistica) - Palestra Scolastica "Aldo Manuzio"
- Mountain Biking - Associazione Dragon.
- Pallavolo - Impianto Scuola Elementare "C. Caetani".
- Musica - Centro musicale "Luogo Arte Accademia Musicale APS"

### Calcio
Nell'estate del 2017, il Sermoneta calcio trasferisce il proprio titolo sportivo d'Eccellenza presso la sede sportiva di Latina Scalo (stadio T. Righetti), modificando i colori sociali da "gialloblu" a "nerazzurro". La squadra, al primo anno d'eccellenza, consegue ottimi risultati e s'insedia un attivissimo settore giovanile.

### Pallavolo
L'ASD Latina Scalo Volley opera nel territorio dal 1980 (Pallavolo Latina Scalo AVIA PERVIA 1980) e ha avuto meriti di vittorie in campionato sia a livello giovanile che a livello "senior". Tra le tante ha vinto in campo femminile le varie serie giovanili U14, U16, U18; in provincia campionati di 2ª divisione,1ª divisione e in regione di Serie D fino ad arrivare e mantenere per quasi 10 anni la Serie C. In campo maschile ha vinto in passato una Coppa di Federazione LT (1982), una U16 e due volte la 1ª divisione (1988 e 1992) con un'unica partecipazione alla Serie D regionale Lazio nel 1992/1993 per poi spegnersi nella stagione 1997/1998. Negli ultimi anni è rinato il settore maschile, partecipando nella stagione 2007/2008 alla 2ª divisione maschile nel girone di Latina e arrivando al secondo posto; la squadra viene poi ripescata in 1ª divisione nel 2008/2009 e arriva al 3º posto finale. La stagione seguente 2009/2010 la vede arrivare al secondo posto e partecipa ai play off promozione ma perde, arrivando sempre seconda nel mini girone di 3 squadre. Viene nuovamente ripescata e nella stagione 2010/2011 partecipa al suo secondo campionato regionale Lazio di Serie D vincendo il Girone B e raggiungendo una storica promozione in Serie C regionale. Al termine del campionato 2011/2012 retrocede in Serie D.
Per la stagione agonistica 2012-2013 la compagine biancazzurra partecipa al Campionato regionale di Serie D - Girone B e sono state ripristinate squadre del settore giovanile. Al termine del campionato retrocede in I Divisione provinciale.
Nuovo ripescaggio e anche per la stagione 2013-2014 partecipa al campionato di Serie D regionale. Al termine del torneo mantiene il titolo per la stagione 2014-2015. Durante l'estate 2014 il titolo sportivo di Serie D viene ceduto al Priverno mantenendo la società solo il settore giovanile. La società s'iscrive di nuovo, per la stagione agonistica 2015-2016, al campionato regionale di Serie D maschile, con una compagine molto giovane ma ricca di buone promesse. Viene mantenuto il titolo sportivo anche nella stagione 2017-2018.

## Infrastrutture e trasporti

### Ferrovie
|  | È raggiungibile dalla stazione di Latina. |